# 苏梅尔普尔
苏梅尔普尔（Sumerpur），是印度拉贾斯坦邦Pali县的一个城镇。总人口31459（2001年）。

## 人口
该地2001年总人口31459人，其中男性16479人，女性14980人；0—6岁人口5278人，其中男2776人，女2502人；识字率59.60%，其中男性为70.93%，女性为47.14%。